# بایل‌اشاین (وورتمبرگ)
شهر بایل‌اشاین در ایالت بادن-وورتمبرگ در کشور آلمان واقع شده است.

## نگارخانه

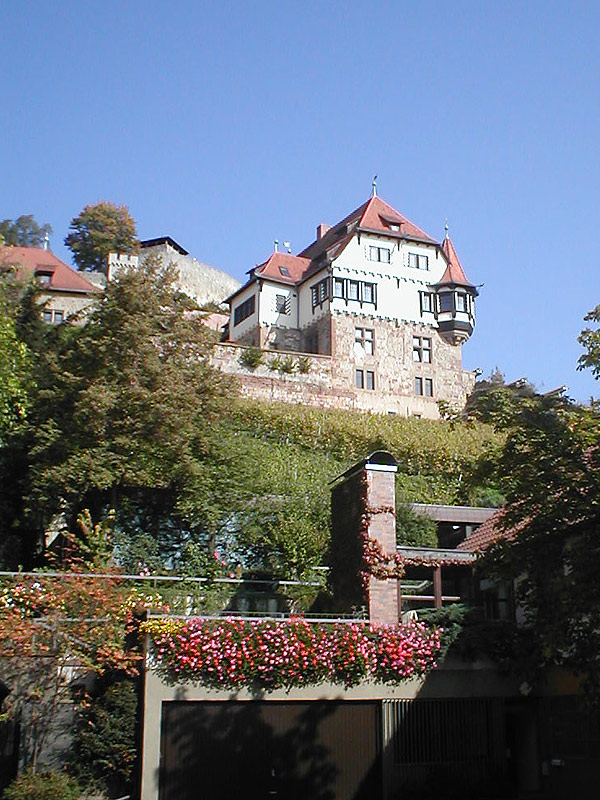
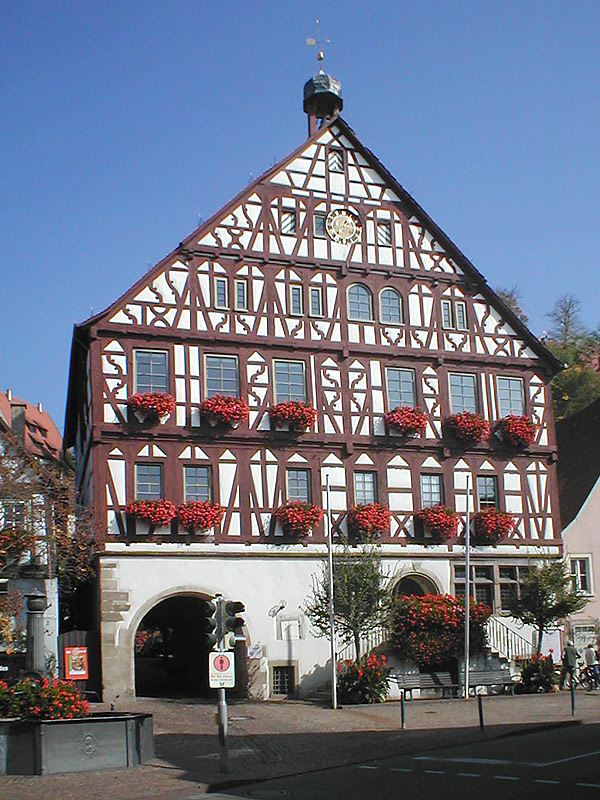
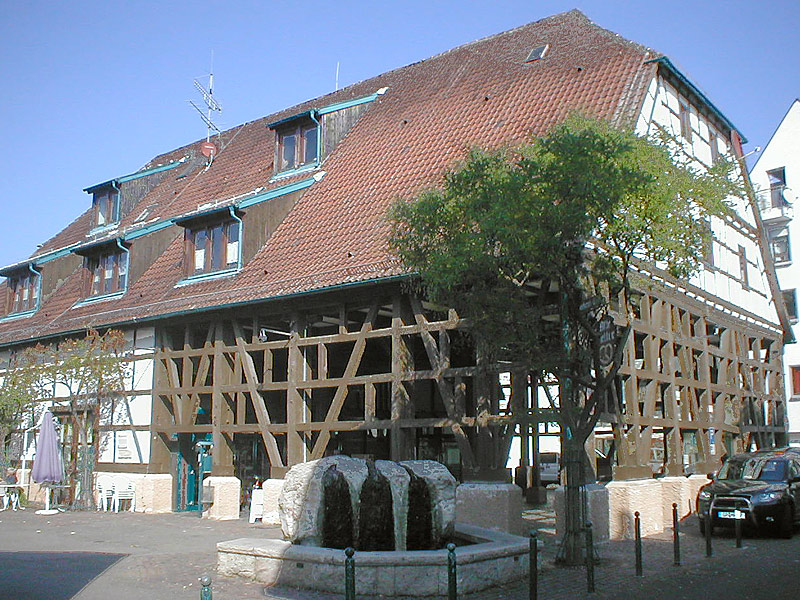
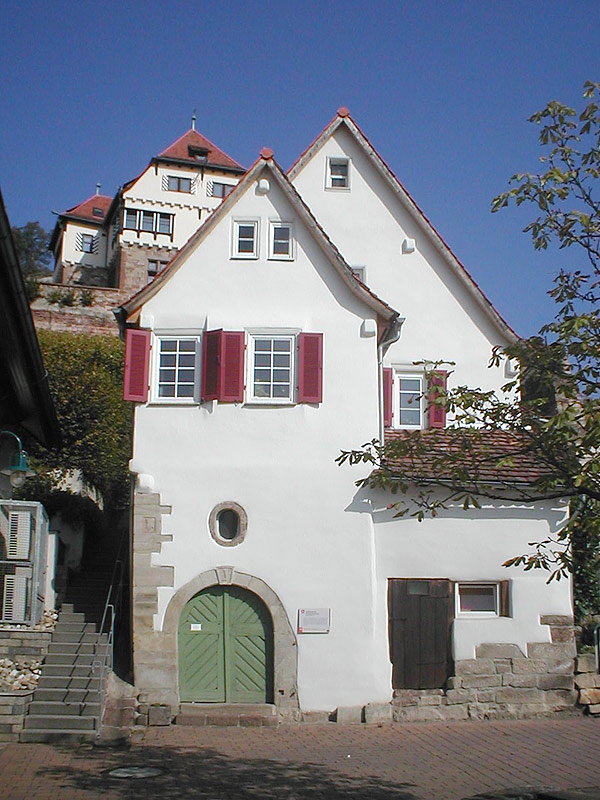